# Bataille d'An Lộc
Guerre du Viêt Nam
Batailles
La bataille d'An Loc, livrée du 13 avril au 20 juillet 1972 dans la province de Bình Phước, est une grande bataille d'envergure et décisive de la guerre du Viêt Nam qui a duré 66 jours et a abouti à une victoire décisive du Viêt Nam du Sud, arrêtant l'avancée des Nord-Vietnamiens vers Saigon dans le cadre de l'offensive de Pâques.

## Prélude

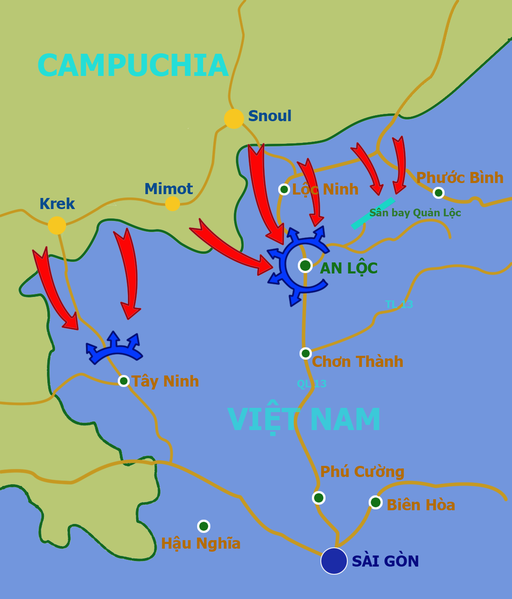
Théâtre des opérations.

An Loc est la capitale de la province de Bình Phước située au nord-ouest de la IIIe région militaire. Pendant l'offensive de Pâques, officiellement connue sous le nom de offensive Nguyen Hue de 1972, elle était au centre de la stratégie nord-vietnamienne en raison de son emplacement sur QL-13 entre zone de la base 708 au Cambodge (tactique souvent utilisée par l'armée nord-vietnamienne afin de garantir l'approvisionnement sur un emplacement « neutre » afin de réduire l'exposition aux bombardements américains) et Saigon. La 5e division de l'ARVN est assignée à ce secteur stratégiquement important. Elle est constituée notamment du 8e régiment (2 100 hommes), du 7e régiment (un seul bataillon de 850 hommes), du 9e régiment (qui avait subi de lourdes pertes à Loc Ninh et qui ne disposait plus que de 200 hommes), de la Task Force 52 (500 hommes), du 3e groupe de rangers (1 300 hommes) ainsi que des forces populaires d'auto-défense de la force régionale provinciale de Bình Phước. Au cours de la bataille, la 5e division de l'ARVN a été surpassée en nombre par une force combinée de trois divisions nord-vietnamiennes et Viet Cong résultant en la bataille la plus longue de l'offensive de Pâques. L'ARVN avait peu d'artillerie à sa disposition et devait compter sur le soutien aérien américain. La division sera toutefois renforcée par la 1re brigade aéroportée, le 81e bataillon aéroporté de commandos et des éléments de la 21e division une fois QL-13 sécurisée.

## Bataille

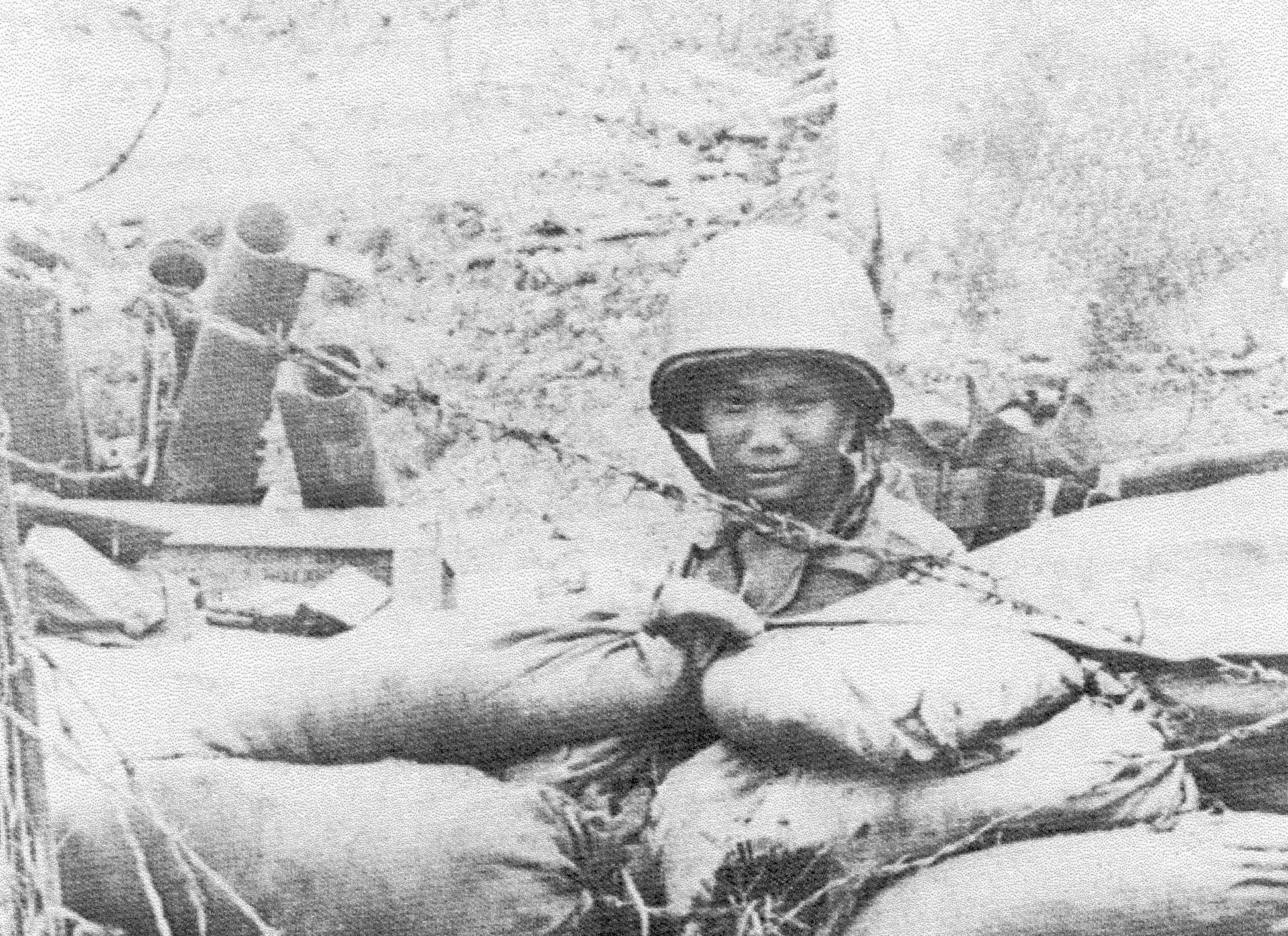
Soldat sud-vietnamien armé d'un M72 LAW pendant la bataille.

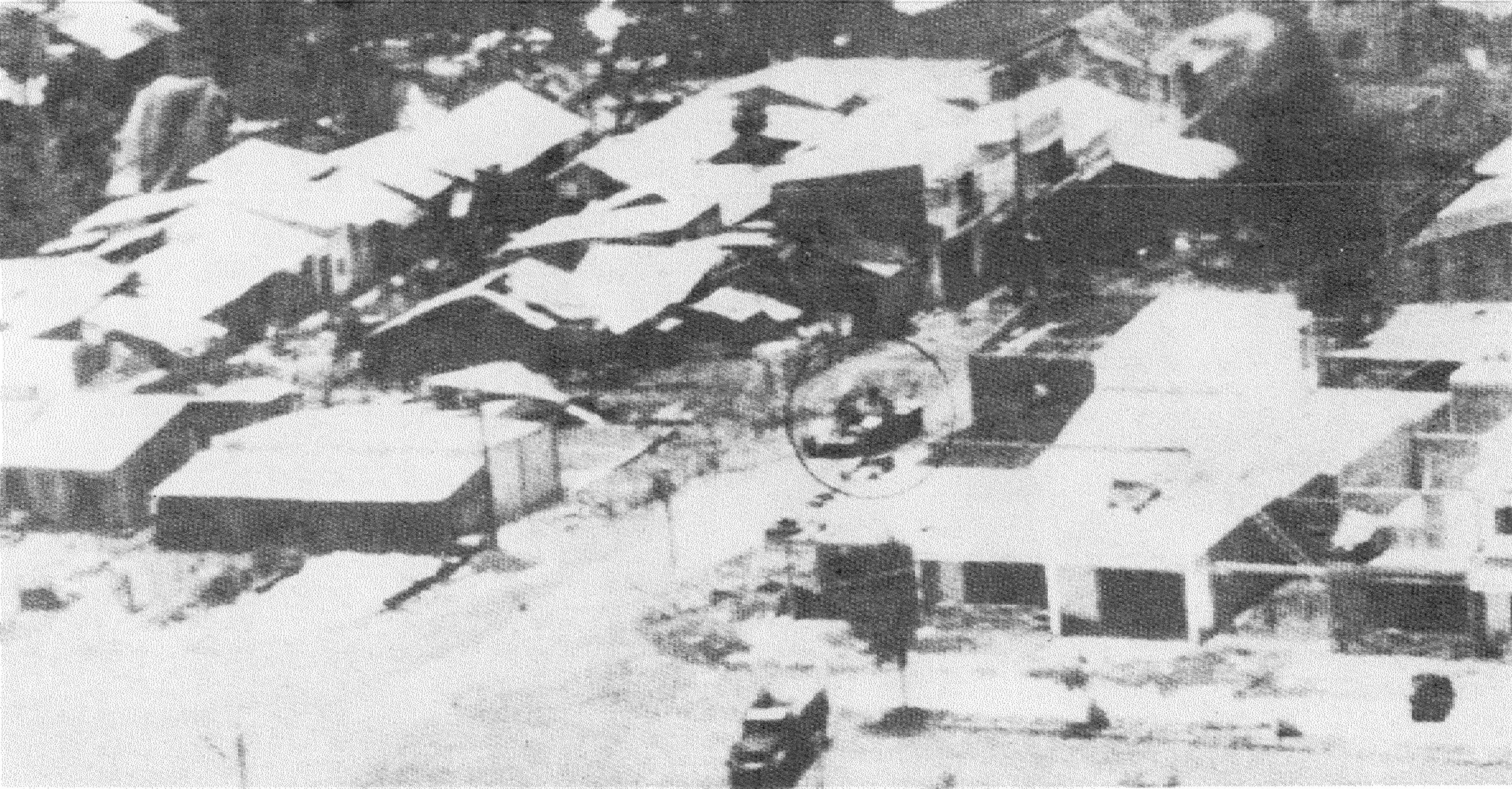
Chars nord-vietnamiens T-54 ou Type 59 mis hors de combat à An Loc.

Le 8 avril, Loc Ninh, un petit village situé à 32 km au nord d'An Loc à la frontière avec le Cambodge, est attaqué par 7e division de l'armée populaire nord-vietnamienne sur la route 13 dans une tentative de couper An Loc de Saigon. Contrôler la route QL-13 signifiait contrôler contrôler la route de Saigon, environ 140 km au sud. Cela a ainsi empêché le ravitaillement des forces de l'ARVN dans An Loc. Environ la moitié des défenseurs s'échappent à An Loc. Le siège de An Loc débute alors et 7000 obus d'artillerie lourde tombent sur la ville, la réduisant en ruines. Les jours suivants, les barrages d'artillerie continuent avant que les Nord-Vietnamiens tentent une attaque le 13 avril, capturant plusieurs collines au nord et la portion nord de la ville tenue par le 8e régiment et le 3e groupe de rangers. Profitant du fait que les forces nord-vietnamiennes n'étaient pas habituées à employer des chars, laissent souvent leurs blindés séparés de leur infanterie en parcourant les positions défensives de l'ARVN, les équipes anti-chars de l'ARVN armés de M72 LAW, connaissant bien le terrain, en prennent en embuscade et en neutralisent plusieurs.
La seconde attaque a lieu le 15 avril. Inquiets de l'arrivée de 1re brigade aéroportée de l'ARVN venue renforcer les défenseurs dans la ville et ayant attaqué ses positions à l'ouest, l'armée nord-vietnamienne fait précéder son assaut mené par des blindés et l'infanterie par un barrage d'artillerie. Encore une fois, leurs chars ont été séparés de leur infanterie et ont été la proie des équipes anti-chars de l'ARVN. L'infanterie parvient toutefois à percer les positions défensives sud-vietnamiennes et à progresser davantage dans la ville. Les frappes aériennes de B-52 Stratofortress ont contribué à briser l'attaque. Dans l'après-midi du 16 avril, les combats avaient pris fin.
Dans l'incapacité de prendre la ville, l'armée nord-vietnamienne continue de la pilonner à l'aide de son artillerie. Elle fait également déployer des canons anti-aériens pour empêcher le ravitaillement aérien. Des tirs anti-aériens ont empêché des hélicoptères sud-vietnamiens puis des C-119 et C-123 de pénétrer dans la ville après le 12 avril. Plusieurs ont été abattus et le 19 avril l'US Air Force prend la relève. Les Américains utilisent des C-130 volant à basse altitude pour larguer du ravitaillement mais plusieurs sont abattus ou endommagés.
Le 11 mai, les 5e et 9e divisions de l'armée nord-vietnamienne tente une offensive massive sur la ville mais celles-ci sont repoussées par les défenseurs sud-vietnamiens et l'appui-feu tactique US. Presque tous les B-52 américains en Asie du Sud-Est ont été appelés pour mener des frappes contre les blindés T-54 et l'infanterie nord-vietnamienne. Malgré cet appui aérien, les Nord-Vietnamiens parviennent à gagner du terrain et sont à quelques centaines de mètres du poste de commandement de la 5e division vietnamienne de l'ARVN. Les contre-attaques de l'ARVN ont réussi à stabiliser la situation. Dans la nuit du 11 mai au 12 mai, les Nord-Vietnamiens consolident leurs gains. Le 12 mai, ils lancent de nouvelles attaques dans le but de prendre la ville mais celles-ci échouent encore une fois. L'armée nord-vietnamienne lance une attaque supplémentaire le 19 mai en l'honneur de l'anniversaire de Hô Chi Minh. Les défenseurs n'ont pas été surpris et l'attaque a été brisée par le soutien aérien américain et une embuscade tendue par les parachutistes de l'ARVN. Le 18 juin 1972, la bataille avait été déclarée terminée. La victoire, toutefois, n'était pas totale, du fait que la Route 13 était toujours ouverte. Après la bataille, la 18e division prend la relève de la 5e exsangue par les combats et qui repousse les Nord-Vietnamiens hors de la région. Les combats à An Loc ont démontré la dépendance de l'ARVN à l'appui tactique et aux conseillers américains. Pour l'armée populaire nord-vietnamienne, elle souligne ses contraintes logistiques.